# Kosa ravan
Kosina je nagnuta ravna ravan - uzbrdica odnosno nizbrdica - koja može poslužiti kao čvrsta podloga za dizanje ili spuštanje tereta. Od vremena renesanse kosina se ubraja među šest jednostavnih mašina. U antičko vreme bilo ih je samo pet - kosina nije bila ubrojena, jer sama po sebi nema pokretnih delova. Bez obzira na to, kosina ima temeljna obilježja mašina, jer menja iznos i smer sile te omogućava vršenje rada pomoću manje sile.
Primena kosine u praksi je raznolika i rasprostranjena. To su razne rampe za ukrcavanje, nagibi na putevima, kosine na krovovima kuća, kosine u građevinarstvu, mašinstvu itd.
U srednjoškolskoj nastavi i na početnim godinama mnogih studija, u predmetima kao što su fizika ili mehanika, kosina se koristi za analizu i vežbanje primene Njutnovih zakona kretanja. U tu svrhu zadaju se primeri različite složenosti, u kojima više sila pod različitim uglovima vuče ili gura telo na kosini - što nije tipična namena kosine kao mašine, ali je vrlo koristan postupak za usvajanje nastavnog gradiva. Naime, služila je za proučavanje uniformnog ubrzanog kretanja tela s ubrzanjem koje je manje od ubrzanja Zemljine sile teže:
{\displaystyle a=g\cdot \sin \alpha }
gde je: a - ubrzanje na kosini, g - ubrzanje sile teže, a α - nagib kosine.

## Kosina kao mašina: mehanička prednost kosine
Ako se neki teret težine {\displaystyle \scriptstyle {\vec {G}}} podiže vertikalno uvis, za to je potrebna sila {\displaystyle \scriptstyle {\vec {F}}_{u}} suprotnog smera od težine i jednakog iznosa, tj. {\displaystyle \scriptstyle F_{u}=G} (leva strana skice desno). Podrazumeva se da „podizanje” znači da se teret kreće stalnom brzinom (jednoliko), pa vektorski zbir te dve sile iznosi nula. (Naravno da na početku podizanja {\displaystyle \scriptstyle {\vec {F}}_{u}} mora biti bar malo veća od težine, da bi pokrenula i ubrzala teret, ali na kraju podizanja treba biti isto toliko manja, da bi se teret usporio i zaustavio. Zato su iznosi te dve sile na celom putu podizanja u proseku jednaki, a na najvećem delu puta su i trenutno jednaki.) Iz istih razloga, i kod jednolikog spuštanja tereta sila kojom se vuče vertikalno uvis (pridržava da ne padne) mora biti na isti način po iznosu jednaka težini tereta.
Ako se, međutim, isti teret jednoliko podiže (ili spušta) po kosini silom {\displaystyle \scriptstyle {\vec {F}}_{k}} koja je paralelna sa kosinom (desna strana skice), iznos te sile će biti manji od težine tereta, zavisno od nagibu kosine i trenja. Ako se trenje može zanemariti (vrlo mali koeficijent trenja klizanja, ili je teret postavljen na točkove), tada je sila kojom teret jednoliko podiže ili spušta po kosini jednak
{\displaystyle F_{k}=G\sin \alpha =G{h \over s}}
gde je {\displaystyle \scriptstyle h} visina kosine, {\displaystyle \scriptstyle s} dužina kosine (odnos između visine i dužine kosine h/s naziva se uspon kosine), dok je {\displaystyle \scriptstyle \alpha } ugao kosine (tj. ugao koji kosa ravan zatvara sa vodoravnom površinom). Trigonometrijska funkcija {\displaystyle \scriptstyle \ sin{\alpha }} toga ugla jednaka je odnosu visine i dužine kosine, pa oba izraza u jednačini imaju istu vrednost. (Opis pomoću dimenzija kosine izgleda jednostavnije; međutim, u praksi je obično lakše izmeriti ugao kosine, pa se češće koriste trigonometrijske funkcije.)
Ako se telo kliza po kosini a trenje nije zanemarivo, silu {\displaystyle \scriptstyle {\vec {F}}_{k}} treba uvećati za iznos trenja kod podizanja tereta, te umanjiti za iznos trenja kod spuštanja tereta.
Iako se od davnina iz iskustva znalo da je teret lakše podizati po kosini nego direktno uvis, gore navedeni tačni izraz za iznos sile {\displaystyle \scriptstyle {\vec {F}}_{k}} (bez trenja) otkriven je tek u vreme renesanse (pripisuje se flamanskom inženjeru Simonu Stevinu, 1586). Danas se taj izraz dokazuje jednostavnom analizom sila na nivou srednjoškolske fizike (naredno poglavlje), a podjednako je očigledan i dokaz pomoću rada.
Na gornjoj skici nisu prikazane sve sile koje deluju na telo, nego samo sila koja jednoliko podiže telo, ravno uvis ili po kosini. U oba slučaja sila će izvršiti jednak rad (kad nema trenja) jer telu menja samo potencijalnu energiju, a ta promena zavisi samo od visinske razlike, što je u ovome primeru visina kosine. U ovako jednostavnom slučaju rad se računa kao sila puta put, pa je {\displaystyle \scriptstyle F_{u}h=F_{k}s}. Treba samo uvrstiti {\displaystyle \scriptstyle G} umesto {\displaystyle \scriptstyle F_{u}}, pa se dobije gornja formula.
Glavna prednost mašina kod vršenja rada, u odnosu na direktno delovanje silom, sastoji se upravo u tome da omogućuju vršenje jednakog rada manjom silom; naravno, zbog toga manja sila vrši taj rad na dužem putu (podizanje tereta uz kosinu umesto ravno uvis). To svojstvo mašina naziva se mehanička prednost mašina (M.P.), i računa se tako da se iznos veće sile (koja bi bila potrebna bez mašina) podeli s manjom (koja je dovoljna kad se koristi mašina). Dakle, uvrštavajući {\displaystyle \scriptstyle F_{k}} iz gornje formule dobija se
{\displaystyle M.P.kosine={G \over F_{k}}={s \over h}={1 \over {\ sin\alpha }}}.
U primeru na skici ugao kosine je 30°, odnosno dužina kosine je duplo veća od visine, pa je sila {\displaystyle \scriptstyle F_{k}} upola manja od težine. U tom slučaju mehanička prednost kosine je 2. Znači, mehanička prednost daje indikaciju o tome koliko je puta sila (koja deluje paralelno sa dužinom kosine) manja od tereta (a ista vrednost sile bi se trebala primeniti ukoliko bi vertikalno dizalo).

## Analiza sila na kosini
Kosina je standardni primer za ilustraciju delovanja sila na telo i primene Njutnovih zakona kretanja u nastavi, pri čemu je uloga kosine kao mašine obično u drugom planu. Ovde je prikazan uobičajeni metodološki sled izlaganja, koje ujedno objašnjava i tvrdnje iz gornjeg poglavlja.

### Rastavljanje težine na kosini
Pre celovitog prikaza sila koje deluju na telo na kosini, korisno je analizirati samo delovanje težine (skica desno). Težina {\displaystyle \scriptstyle {\vec {G}}} vuče telo vertikalno prema dole, ali se ono ne može kretati u tom smeru jer mu se isprečila kosina. Za razumevanje učinka težine u takvim okolnostima, treba je rastaviti u dve komponente: tangencijalnu komponentu {\displaystyle \scriptstyle {\vec {G}}_{t}} u smeru mogućeg kretanja i normalnu komponentu {\displaystyle \scriptstyle {\vec {G}}_{n}} vertikalnu na smer kretanja. (Takvo rastavljanje sile vrlo je uobičajeno u analizi kretanja, zato što samo komponenta sile u smeru tangente na putanju menja iznos brzine i vrši rad, dok komponenta u smeru normale kod kretanja po krivoj menja smer brzine i oblikuje putanju.)
Zbog normalne komponente težine {\displaystyle \scriptstyle {\vec {G}}_{n}} telo samo pritišće na kosinu; a prema zakonu akcije i reakcije kosina uzvraća na pritisak jednakom silom u suprotnom smeru - to je sila koja sprečava propadanje tela u kosinu. Za razliku od toga, tangencijalna komponenta {\displaystyle \scriptstyle {\vec {G}}_{t}} ubrzava telo niz kosinu, koliko je u tome ne ometaju ili sprečavaju druge sile (npr. trenje).
Kako se vidi iz skice, normalna komponenta {\displaystyle \scriptstyle {\vec {G}}_{n}} zatvara sa težinom {\displaystyle \scriptstyle {\vec {G}}} ugao koji je jednak uglju kosine (slični trouglovi) i ovde označen kao {\displaystyle \scriptstyle \alpha }. Zato su iznosi tih komponenata
{\displaystyle G_{t}=G\sin \alpha }
{\displaystyle G_{n}=G\cos \alpha }
kako sledi iz elementarne trigonometrije (kateta uz ugao je hipotenuza puta kosinus, a nasuprotna je hipotenuza puta sinus).

### Sile na telo stavljeno na kosinu
Ako se telo stavi na kosinu (i dalje se ne dira), ono će ili ostati u mirovanju na tome mestu, ili će se kretati niz kosinu jednoliko ubrzano. Ishod zavisi od nagiba kosine i koeficijenta trenja, i lako se može odredi analizom sila koje deluju na telo.
Na skici desno prikazane su sve sile koje deluju na telo ostavljeno na kosini. U normalnom smeru (vertikalno na kosinu) na telo deluje težina {\displaystyle \scriptstyle {\vec {G}}} svojom komponentom {\displaystyle \scriptstyle {\vec {G}}_{n}} (prikazanom na gornjoj skici) i normalna reakcija podloge {\displaystyle \scriptstyle {\vec {N}}}. Sila {\displaystyle \scriptstyle {\vec {N}}} je reakcija na silu kojom telo (u ovom slučaju, samo zbog težine) pritišće na podlogu, a koja nije prikazana na skici jer se posmatraju samo sile koje deluju na telo. Budući da telo ne dobija ubrzanje u normalnom smeru, vektorski zbir komponenata sila u tom smeru iznosi nula, tj. {\displaystyle \scriptstyle N=G\cos \alpha } (normalna komponenta težine i normalna reakcija podloge se poništavaju).
U tangencijalnom smeru telo niz kosinu vuče težina svojom komponentom {\displaystyle \scriptstyle {\vec {G}}_{t}}, a protivi joj se sila trenja {\displaystyle \scriptstyle {\vec {T}}} u suprotnom smeru. (To trenje je deo ukupne reakcije podloge, očito tangencijalna komponenta, ali je uobičajeno nazivati ga samo trenjem). Telo mase {\displaystyle \scriptstyle m} će dobijati ubrzanje {\displaystyle \scriptstyle {\vec {a}}} niz kosinu ako je iznos {\displaystyle \scriptstyle {\vec {G}}_{t}} veći od trenja:
{\displaystyle G\sin \alpha -T=ma}
kako sledi iz drugog Njutnovog aksioma: vektorski zbir svih sila jednak je umnošku mase i vektora ubrzanja {\displaystyle \scriptstyle {\vec {a}}} tela (kod translacije). Vektorsko zbrajanje sprovodi se tako da se zbrajaju komponente sila, ovde u smeru tangente i normale, prikazane kao pozitivni ili negativni brojevi, tzv. skalarne komponente. Skalarna komponenta je broj jednak iznosu vektorske komponente, a predznak se određuje tako da one u smeru ubrzanja budu pozitivne, a u suprotnom smeru negativne.
Gornja jednačina opisuje klizanje tela, pa se iznos trenja računa kao {\displaystyle \scriptstyle T=\mu N}. Ako se za iznos težine uvrsti {\displaystyle \scriptstyle G=mg} (pa je {\displaystyle \scriptstyle N=G\cos \alpha =mg\cos \alpha }), iz gornje jednačine se dobija
{\displaystyle a=g(\sin \alpha -\mu \cos \alpha )}.
Druga je mogućnost da telo stavljeno na kosinu ostane u mirovanju. Tada na njega deluje statičko trenje. Statičko trenje je tačno onoliko koliko je potrebno da se spreči klizanje, tj. po iznosu je jednako {\displaystyle \scriptstyle G_{t}=G\sin \alpha }. Ako se, međutim, zamisli da se {\displaystyle \scriptstyle G_{t}} povećava, npr. povećava se ugao kosine, povećava se i statičko trenje, ali ono može narasti samo do graničnog iznosa {\displaystyle \scriptstyle T_{M}=\mu _{S}N}. Tako se (za promatrane materijale tela i podloge) određuje granični ugao statičkog trenja pri kojem telo još miruje (što se može koristiti za merenje koeficijenta statičkog trenja).
I najmanje daljnje povećanje ugla kosine dovodi do klizanja tela. Tada se statičko trenje pretvara u trenje klizanja, kojem je iznos za uobičajene materijale osetno manji od {\displaystyle \scriptstyle T_{M}} (jer je koeficijent trenja klizanja manji od koeficijenta statičkog trenja). Zato sila {\displaystyle \scriptstyle G_{t}} odjednom postaje osetno veća od trenja, i telo ubrzava niz kosinu. Iz toga sledi da se ne može odabrati takav ugao kosine da telo koje sa postavi na nju jednoliko kliže niz kosinu: ono će ili mirovati ili ubrzavati. (Jednoliko kretanje bi se moglo ostvariti samo ako se pre toga pogura telo, da bi se statičko trenje pretvorilo u trenje klizanja i poprimilo nižu vrednost od granične, a ugao kosine je odabran tako da bude {\displaystyle \scriptstyle G\sin \alpha =T} za trenje klizanja.)

### Primer
Za ilustraciju korištenja kosine u fizici, na skici desno prikazan je jedan jednostavan primer. Zadatak počinje skicom tela na kosini i sila koje ga vuku ili guraju u različitim smerovima. Ovdje je radi jednostavnosti zadata samo jedna takva sila, označena kao {\displaystyle \scriptstyle {\vec {F}}} i prikazana u crvenoj boji, koja zatvara ugao {\displaystyle \scriptstyle \beta } sa kosinom. Uz to, zadan je i smer brzine {\displaystyle \scriptstyle {\vec {v}}} i ubrzanja {\displaystyle \scriptstyle {\vec {a}}} tela. Ostale sile koje deluju na telo su {\displaystyle \scriptstyle {\vec {G}},{\vec {N}},{\vec {T}}} (plava boja, trenje u suprotnom smeru od brzine).
Za svaki vektor (za svaku silu, te za ubrzanje) treba odrediti iznos i predznak skalarne komponente, najprije duž ose {\displaystyle \scriptstyle x} a potom duž ose {\displaystyle \scriptstyle y}. Ako je sila paralelna sa osom, iznos skalarne komponente jednak je iznosu sile (ona se projektuje na osu u celom iznosu); ako je sila okomita na osu, skalarna komponenta je nula (sila se projektuje u tačku). Ako nije nijedno od toga, treba uočiti s kojom osom sila zatvara zadati ugao (ovde {\displaystyle \scriptstyle \alpha } ili {\displaystyle \scriptstyle \beta }); iznos skalarne komponente (projekcije) na toj osi dobije se tako da se iznos sile pomnoži sa kosinusom ugla (kateta uz ugao), a na onoj drugoj osi tako da se iznos sile pomnoži sa sinusom ugla (kateta nasuprot uglu).
Predznak skalarne komponente se određuje još jednostavnije: ako je sila ili njezina projekcija na osu u smeru ose, predznak je pozitivan; u suprotnom slučaju je negativan. Isto vredi i za ubrzanje: zato je ose {\displaystyle \scriptstyle x} usmerena na istu stranu kao i ubrzanje, da bi njegova skalarna komponenta bila pozitivna. Projekciju vektora na osu lako je zamisliti kao senku koju bi usmerena dužina bacala na tu osu pod okomitim snopom svetla.
Iz jednačina prikazanih na dnu skice lako se odredi iznos ubrzanja. Najpre se iz jednačine za {\displaystyle \scriptstyle y} komponente odredi iznos normalne reakcije podloge
{\displaystyle N=G\cos \alpha -F\sin \beta }
koji opisuje kolikim se silama telo i podloga međusobno stišću, i pomoću kojega se računa iznos sile trenja klizanja. (Jedan od ciljeva je da se pokaže kako trenje ne zavisi samo od normalne komponente težine, nego i od normalnih komponenti drugih sila.) Potom se dobijeni iznos trenja {\displaystyle \scriptstyle T=\mu N=\mu (G\cos \alpha -F\sin \beta )} uvrsti u jednačinu za {\displaystyle \scriptstyle x} komponente, iz koje se dobija:
{\displaystyle a={{F(\cos \beta +\mu \sin \beta )-G(\sin \alpha +\mu \cos \alpha )} \over m}\,.}

## Kosina kao mašina: Podizanje i spuštanje tereta
U tipičnoj upotrebi kosine kao mašine najčešće se koristi vučna sila paralelna sa kosinom, pomoću koje se teret podiže uz kosinu i pridržava dok se spušta niz kosinu. Pritom će se teret najvećim delom puta kretati uniformno, ali ga na početku kretanja treba ubrzati (pokrenuti), a na kraju kretanja usporiti (zaustaviti). Ovde se ukratko opisuju sve faze kretanja.
U ovom opisu uključeno je i trenje (a može se i naprosto izostaviti ako je zanemarivo malo). Radi određenosti, pretpostavlja se da se radi o trenju klizanja koje je osetno manje od tangencijalne komponente težine, te se računa po formuli {\displaystyle \scriptstyle T=\mu N=\mu G\cos \alpha } budući da vučna sila nema normalne komponente.
Skica desno u gornjem delu prikazuje podizanje tereta vučnom silom {\displaystyle \scriptstyle {\vec {F}}}, i to pod A) ubrzano podizanje, pod B) usporeno podizanje, dok se jednoliko podizanje dobija stavljanjem {\displaystyle \scriptstyle a=0} u jedan ili drugi od ta dva slučaja. U donjem delu skice prikazano je spuštanje tereta koji pridržava sila {\displaystyle \scriptstyle {\vec {F}}}, i to pod C) ubrzano spuštanje, pod D) usporeno spuštanje, dok se jednoliko spuštanje dobija stavljanjem {\displaystyle \scriptstyle a=0} u jedan ili drugi od ta dva slučaja.
Za matematički opis kretanja dovoljno je napisati samo jednačinu kretanja za skalarne komponente duž ose {\displaystyle \scriptstyle x}, budući da je iznos trenja već određen (pa zato i nije naznačena normalna osa {\displaystyle \scriptstyle y}):
{\displaystyle F-G\sin \alpha -T=ma}        ubrzano podizanje (A);
{\displaystyle F-G\sin \alpha -T=0}        jednoliko podizanje (A ili B, {\displaystyle \scriptstyle a=0});
{\displaystyle G\sin \alpha +T-F=ma}        usporeno podizanje (B);
{\displaystyle G\sin \alpha -T-F=ma}        ubrzano spuštanje (C);
{\displaystyle G\sin \alpha -T-F=0}        jednoliko spuštanje (C ili D, {\displaystyle \scriptstyle a=0});
{\displaystyle F+T-G\sin \alpha =ma}        usporeno spuštanje (D).
U slučaju da je trenje zanemarivo, jednačine za jednoliko dizanje i spuštanje tereta po kosini (druga i peta jednačina) daju {\displaystyle \scriptstyle F=G\sin \alpha }, što je vučna sila koja je gore bila označena sa {\displaystyle \scriptstyle F_{k}}.
Napomena: U ovome članku koristi se uobičajeni pristup da se svaka vektorska veličina označava strelicom iznad slova (npr. {\displaystyle \scriptstyle {\vec {F}}}), a njen iznos je pozitivan broj označen istim slovom bez strelice (npr. {\displaystyle \scriptstyle F}). Zato je iznos vektora ubrzanja (označen kao {\displaystyle \scriptstyle a}) uvek pozitivan broj, bez obzira na to da li telo ubrzava ili usporava. Uz to, tangencijalna osa {\displaystyle \scriptstyle x} orijentisana je uvek u smeru ubrzanja („pozitivni smer”), zato da se na desnoj strani zakona kretanja ne bi pojavio negativni izraz „{\displaystyle \scriptstyle -ma}”.

## Spoljašnje veze
- An interactive simulation of Physics inclined plane